# A (альбом Jethro Tull)
A — тринадцятий студійний альбом англійської групи Jethro Tull, який вийшов 29 серпня 1980 року.

## Композиції
1. Crossfire — 3:55
2. Fylingdale Flyer — 4:35
3. Working John, Working Joe — 5:04
4. Black Sunday — 6:35
5. Protect and Survive — 3:36
6. Batteries Not Included — 3:52
7. Uniform — 3:34
8. 4.W.D (Low Ratio) — 3:42
9. The Pine Marten's Jig — 3:28
10. And Further On — 4:21

## Учасники запису
- Мартін Барр — гітара
- Ян Андерсон — флейта, фортепіано, вокал
- Марк Крані — барабани
- Дейв Пегг — бас-гітара